# Offizierwahl
Die Offizierwahl war eine von 1808 bis 1942 geübte Auslesetradition in den preußisch-deutschen Streitkräften. Danach konnte die Beförderung zum Offizier nur erfolgen, wenn das Offizierkorps des Truppenteils der Aufnahme des Bewerbers zugestimmt und ihn durch Kooptation aufgenommen hatte.

## Entstehung

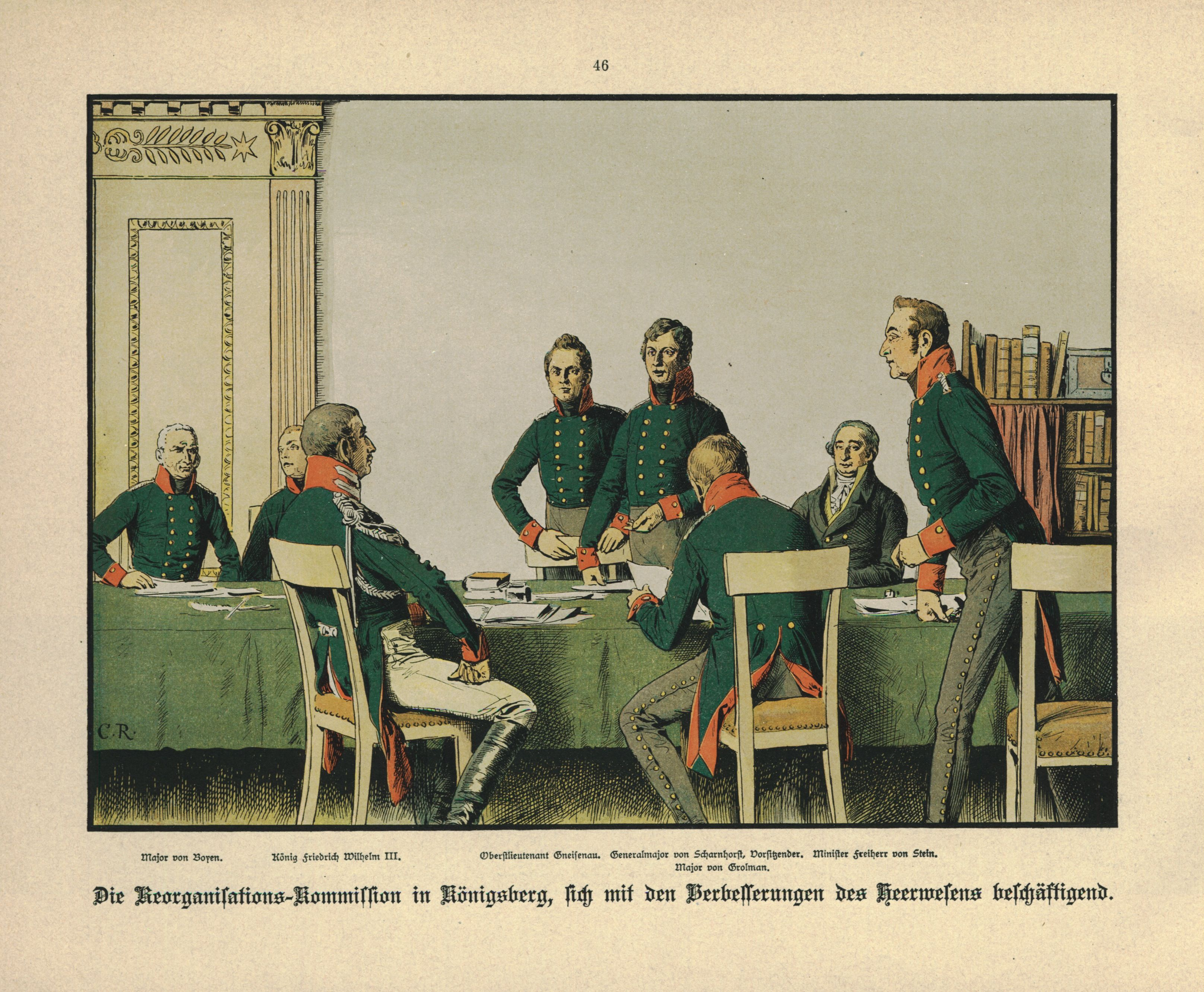
Militär-Reorganisationskommission, Königsberg (1807)

Nach der Schlacht bei Jena und Auerstedt lag Preußen darnieder. Auch Friedrich Wilhelm III. sah die Notwendigkeit, das Königreich neu zu sortieren. Die Militärreformen oblagen Gerhard von Scharnhorst, August Neidhardt von Gneisenau und Hermann von Boyen. Im August 1807 wurde das Reglement zur Besetzung von Stellen in der Kavallerie, Infanterie und Artillerie erlassen. Diese kleine Kulturrevolution eröffnete auch Bürgerlichen die höhere Offizierslaufbahn in der Preußischen Armee. Die Offizierwahl wurde 1808 als ein Teil der Preußischen Heeresreform eingeführt. Die Reformen veränderten die Ausbildung und Beförderung von Offizieren grundlegend. Zunächst wurde in der Generalität das Anciennitätsprinzip abgeschafft. Bei der Einstellung von Fähnrichen wurden zum 6. August 1808 die fachlichen und charakterlichen Eignungen Einstellungskriterien festgelegt, die in einem Examen nachgewiesen werden mussten. Auszug aus dem Reglement vom 6. August 1808 (Brechung des Adelsprivilegs):

„Einen Anspruch auf Offiziersstellen sollen von nun an in Friedenszeiten nur Kenntnisse und Bildung gewähren, in Kriegszeiten ausgezeichnete Tapferkeit und Überblick. Aus der ganzen Nation können daher alle Individuen, die diese Eigenschaft besitzen, auf die höchsten Ehrenstellen im Militär Anspruch machen. Aller bisher stattgehabte Vorzug des Standes hört beim Militär ganz auf und jeder hat gleiche Pflichten und gleiche Rechte.“

Grundsätzlich wurden auch die höheren Offiziersränge erstmals für Bürgerliche geöffnet. Weitergehende Vorschläge, die Offiziere von den Untergebenen wählen zu lassen – wie sie aus dem Kreise der Staatsreformer erhoben worden waren –, lehnten die militärischen Reformer ab.

## Folgen
Ursprünglich hatten die Reformer die Offizierwahl als eine Möglichkeit angesehen, Standesvorrechte aufzubrechen und das Leistungsprinzip zur Ernennung des besten Fähnrichs zum Offizier zur Geltung zu bringen. Entgegen dieser ursprünglichen Intentionen wirkte sie sich jedoch langfristig im Sinne konservativer politisch-sozialer Auslese aus und verfestigte den Korpsgeist. Die Offizierwahl verlor bald ihren Wahlcharakter. Sie diente eher als Schutzmittel gegen nicht gewünschte Elemente im Offizierskorps (Hans Meier-Welcker). Dies bekamen vor allem jüdische Offiziersanwärter zu spüren: „Die größte Hürde für die jüdischen Offizieranwärter war jedoch das Verfahren der Offizierwahl.“

## Durchführung
Vorbedingung war die bestandene Offiziersprüfung. Die Offizierwahl erfolgte beim Heer auf Regimentsebene, bei der Marine durch die ortsansässigen Offiziere einer Marinestation (Nordsee oder Ostsee). Wie die Durchführung konkret aussah, macht die entsprechende Verordnung für die Landwehr anschaulich:
§ 23 (Offizierwahl)

1. Jeder Offizier-Aspirant muß, ehe er Allerhöchsten Orts zum Offizier in Vorschlag gebracht werden darf, gewählt werden.
2. Die Wahl erfolgt durch das Offizier-Korps desjenigen Landwehr-Bataillons, welchem der betreffende Offizier-Aspirant angehört, oder bei Offizier-Aspiranten, welche zum Dienst einberufen sind, durch das Offizier-Korps des Truppentheils. Mitglieder der Offizier-Korps sind die im §. 6 der Verordnung über die Ehrengerichte etc. bezeichneten Offiziere.
3. Zur Wahl werden nur diejenigen Offizier-Aspiranten gestellt, welche mit ihrer etwaigen Beförderung zum Offizier sich schriftlich einverstanden erklären, die Charge eines Vize-Feldwebels oder Vize-Wachtmeisters bekleiden und den im §. 22,8 gedachten Vermerk in ihrem Ueberweisungs-Nationale besitzen. Gewählt dürfen nur diejenigen Offizier-Aspiranten werden, welche bei ehrenhafter Gesinnung eine gesicherte bürgerliche Existenz und eine dem Ansehen des Offizierstandes entsprechende Lebensstellung besitzen. Offizier-Aspiranten, welche hinter die letzte Jahresklasse der Reserve oder Landwehr zurückgestellt, dürfen während dieser Zeit nicht zur Wahl gestellt werden.
4. Zur Theilnahme an der Wahl sind sämmtliche Mitglieder des Offizier-Korps berechtigt und verpflichtet, sofern sie nicht durch zwingende Gründe verhindert sind.
5. Die Theilung des Offizier-Korps eines Landwehr-Bataillons mit Rücksicht auf die bedeutende Zahl der Mitglieder in mehrere Wahl-Abtheilungen geschieht in derselben Weise, wie die Theilung in Ehrengerichte.
6. Die Abgabe der Stimmen kann mündlich oder schriftlich geschehen. Die Stimmen werden von dem Landwehr-Bezirks-Kommandeur gesammelt.
7. Die Abstimmung im Wahltermin selbst leitet der Landwehr-Bezirks-Kommandeur. Der jüngste Offizier gibt zuerst seine Stimme ab. Das Protokoll wird nach Schema 12 geführt. Es ist statthaft, in dem Wahlprotokolle die Wahlverhandlungen über mehrere OffizierAspiranten, welche mit derselben Gesuchsliste (§. 24,1) vorgeschlagen werden, zusammenzufassen.
8. Bei der Abstimmung entscheidet die absolute Stimmenmehrheit. Werden Thatsachen zur Sprache gebracht, deren nähere Aufklärung der Landwehr-Bezirks-Kommandeur für erforderlich erachtet, wird der Vorschlag zurückgezogen. Die Gründe der Minorität gegen die Wahl werden nur dann in das Wahlprotokoll aufgenommen, wenn die Minorität mindestens 1/3 der gesammten Zahl der Stimmenden gewesen ist.
9. Können nicht mindestens neun Offiziere zur Stimmenabgabe herangezogen werden, so findet die Festsetzung des §. 47 der Verordnung über die Ehrengerichte sinngemäße Anwendung. Das Wahlprotokoll wird später dem Bezirks-Kommando zugestellt, welches den Beförderungs-Vorschlag zu formiren hat.
10. Findet die Wahl beim Truppentheil selbst statt, so hat der Kommandeur zuvor ein Attest des Landwehr-Bezirks-Kommandeurs, welcher den Offizier-Aspiranten in den Landwehr-Stammrollen führt, über die bürgerlichen und sonstigen Verhältnisse des zur Wahl zu Stellenden einzufordern.

Das Attest muß sich bestimmt darüber aussprechen, ob der betreffende Offizier-Aspirant für würdig und geeignet zur Beförderung zum Offizier erachtet wird oder nicht.

## Ende
Schon im Ersten Weltkrieg bedingten die Erfordernisse ein vereinfachtes Verfahren. Der Regimentskommandeur musste nur eine begrenzte Offizierwahl durchführen, die aus dem Einverständnis der örtlich greifbaren Offiziere der betreffenden Einheit bestand. In der Reichswehr und der Wehrmacht fand die Offizierwahl wieder nach den alten Regeln statt. Sie wurde jedoch zunehmend als alter Zopf empfunden und entsprach nicht dem vom Nationalsozialismus geförderten Ideal vom Volksheer und der zunehmenden Heterogenität der militärischen Funktionselite. De facto abgeschafft wurde die Offizierwahl mit ihrer Suspendierung für die Dauer des Zweiten Weltkriegs durch eine Verordnung vom 24. Dezember 1942: Änderung der Offizier-Ergänzungs-Bestimmungen, Fortfall der Offizierwahl. 1. Im Kriege entfällt die Offizierwahl als Voraussetzung für die Beförderung zum Offizier für alle Einheiten des Feld- und Ersatzheeres.